# Verticordia mirabilis
Verticordia mirabilis är en myrtenväxtart som beskrevs av Eliz.George och Alexander Segger George. Verticordia mirabilis ingår i släktet Verticordia och familjen myrtenväxter. Inga underarter finns listade i Catalogue of Life.